# Cabugao
Cabugao ist eine Stadtgemeinde in der philippinischen Provinz Ilocos Sur, die am Südchinesischem Meer liegt. Im Osten grenzt sie an die Provinz Ilocos Norte. 
Cabugao ist in folgende 33 Baranggays aufgeteilt:
| - Alinaay - Aragan - Arnap - Baclig - Bato - Bonifacio - Bungro - Cacadiran - Caellayan - Carusipan - Catucdaan | - Cuancabal - Cuantacla - Daclapan - Dardarat - Lipit - Maradodon - Margaay - Nagsantaan - Nagsincaoan - Namruangan - Pila | - Pugos - Quezon - Reppaac - Rizal - Sabang - Sagayaden - Salapasap - Salomague - Sisim - Turod - Turod-Patac |